# Sportåret 1860

## Händelser

### Baseboll
- 22 februari - Organiserad baseboll börjar spelas i San Francisco.[1]

### Boxning
- 17 april — Vid Farnborough, Hampshire möter engelske mästaren Tom Sayers den amerikanske mästaren John C. Heenan i vad som i praktiken fungerar som världsmästerskapsmatch. Efter 42 ronder bryter sig publiken in i ringen, och machen stoppas. Båda boxarna straffas hårt, men Heenan tar övertaget. Matchen slutar oavgjort.[2]
- 20 maj — Sayers tilldelas ett speciellt "silvermästarbälte" till minne av matchen mot Heenan, och han meddelar nu att han lägger av. Heenan tilldelas ett dubbelbälte.[3]
- 5 november — Tom Paddock möter Sam Hurst i kampen om den vakanta engelska tungviktsmästartiteln vid Berkshire i England, Storbritannien.  Hurst vinner en match om fem omgångar, och tilldelas mästarbältet av Tom Sayers. Detta blir Paddocks sista match.[4]

### Cricket
- Okänt datum - County Championship spelas inte detta år [5].

### Fotboll
- 26 december - I England, Storbritannien vinner Sheffield FC mot Hallam FC med 2-0 i världens första lokalderby i fotboll.

### Friidrott
- 6 maj - San Francisco Olympic Club blir första friidrottsklubben i USA.[1]

### Gymnastik
- 16 maj - Sportklubben TSV 1860 München bildas i München.

### Rodd
- 31 mars - Universitetet i Cambridge vinner universitetsrodden mot Oxfords universitet.

### Golf
- 17 oktober -  - Det första The Open Championship vinns av Willie Park Sr.[1]

## Födda
- 27 oktober – André Vacherot, fransk tennisspelare.